# Desmosomella armata
Desmosomella armata är en kräftdjursart som först beskrevs av Georg Ossian Sars 1864.  Desmosomella armata ingår i släktet Desmosomella och familjen Desmosomatidae. Arten är reproducerande i Sverige. Inga underarter finns listade i Catalogue of Life.